# Geheim genootschap
Een geheim genootschap of geheime bond is een verzamelnaam voor allerlei verenigingen op niet-verwantschappelijke grondslag, waarvan de leden een zekere geheimhouding betrachten tegenover buitenstaanders. Zij komen voor over de gehele wereld.

## Geheim genootschap versus genootschap met geheimen
De betekenis, letterlijk, van "geheim genootschap" is, dat het gaat over een genootschap dat geheim is. Met andere woorden: beginselen, doelen, organisatievorm en vestigingsplaats zijn geheim. Echter bij de inleiding kan men lezen dat in dit lemma iets anders wordt bedoeld: genootschap met geheimen. Zo is bijvoorbeeld de vrijmetselarij, die wel bepaalde geheimen kent wat betreft de rituelen, in wezen niet geheim. Het is een vereniging ingeschreven bij de kamer van koophandel en voldoet daarbij aan alle wetten die daaraan gesteld worden. De statuten, bestuursleden, het doel, de organisatievorm en de vestigingsplaats en adres zijn openbaar. Ook kan men op internet bijvoorbeeld van veel loges de data en agenda van de bijeenkomsten raadplegen. Dit is de reden dat de organisatie van de vrijmetselarij ontkent dat het een geheim genootschap is. Daarnaast zijn er ook genootschappen die echt geheim zijn en vaak criminele oogmerken hebben.

## Schriftloze samenlevingen
Onder de schriftloze, tribale samenlevingen zijn de geheime genootschappen vooral bekend van Melanesië (bijvoorbeeld het Sukwe-genootschap op de Bankseilanden) en West-Afrika (bijvoorbeeld het Poro-genootschap en het Bundu-genootschap van de Mende in Sierra Leone en Liberia).
Soms geldt de geheimhouding enkel ten opzichte van vrouwen en kinderen, in andere gevallen ten opzichte van alle niet-ingewijden. In het laatste geval wordt het ledenaantal meestal beperkt en kunnen er ook verschillende genootschappen naast elkaar bestaan binnen één samenleving. In het eerste geval behoort vaak de voltallige mannelijke bevolking van een dorp of streek tot het genootschap en grijpen de activiteiten plaats in een mannenhuis of ergens diep in de bossen. Jongens verblijven dan vaak lange tijd in afzondering in inwijdingsscholen of -kampen.
De meeste geheime genootschappen zijn enkel toegankelijk voor mannen. In uitzonderlijke gevallen worden weleens, op zeer beperkte schaal, vrouwen toegelaten. Er zijn ook zeldzame genootschappen gekend, zoals het Bundu-genootschap, die enkel voor vrouwen toegankelijk zijn.
De geheimhouding betreft vaak bepaalde rituelen en plaatsen waar niet-ingewijden niet mogen komen. Ook bepaalde rituele voorwerpen, zoals maskers, fluiten en bromhouten mogen niet aanschouwd worden door de niet-leden.
Het lidmaatschap is op zich meestal niet geheim, tenzij bij genootschappen die zich bezighouden met terreurdaden, zoals de Luipaard-genootschappen van West-Afrika, het Congogebied en Oost-Afrika.
Door het contact met de westerse cultuur, de betere scholingsgraad en de zich wijzigende arbeidsomstandigheden vermindert in het algemeen de belangstelling voor deze geheime genootschappen.

## Andere samenlevingen
Het Westen heeft ook sinds eeuwen geheime genootschappen gekend. Zij hadden soms een religieus, ethisch, politiek, sociaal of crimineel karakter of enkele van deze kenmerken tegelijk. De oude Grieken kenden bijvoorbeeld mysteriën, de christelijke middeleeuwen de Katharen, Waldenzen en de Orde van de tempeliers. In latere perioden ontstonden de Broederschap der Rozenkruisers, de vrijmetselarij en de Orde der Odd Fellows.
Het gebruik van criminele praktijken om een bepaald doel te verwezenlijken, vindt men meestal terug bij politieke en sociale geheime bonden: de Ku Klux Klan in de Verenigde Staten, de Carbonari, de maffia en de Camorra in Italië, de Fenians in Ierland, de Witte Hand en de Zwarte Hand in Servië, de Komitadsji in Macedonië. In deze context kan in feite iedere niet-toegelaten politieke organisatie die haar activiteiten ondergronds bedrijft, als geheim genootschap worden gekenmerkt.
In het Chinese openbare leven hebben geheime genootschappen door de eeuwen heen steeds een zeer belangrijke positie ingenomen.